# Speicherbecken Witznitz
Das Speicherbecken Witznitz ist ein Tagebaurestsee des Tagebaus Witznitz I nordwestlich von Borna und südlich von Leipzig in Sachsen, der 1950 bis 1954 zu einem Hochwasserrückhaltebecken umgebaut worden ist. Der Speicher ist im Normalfall nur zum Teil gefüllt. Bei Hochwasser kann Wasser aus der Eula und der Wyhra in den Speicher geleitet werden. 1995 bis 1997 wurde die Stauanlage instand gesetzt.

## Nutzung
Neben dem Hochwasserschutz dient die Anlage der Rohwasserbereitstellung für das Kraftwerk Lippendorf, der gewerblichen Fischerei, dem Wassersport und der Freizeiterholung. Bootfahren ohne Motor ist auf dem See gestattet.

## Weitere Daten
- Stauhöhe bei Vollstau: 133,50 m ü. NN
- Stauhöhe bei Hochwasser: 134,05 m ü. NN
- Speicherraum bei Hochwasser: 27,33 Mio. m³